# دانشگاه اینکارنت ورد

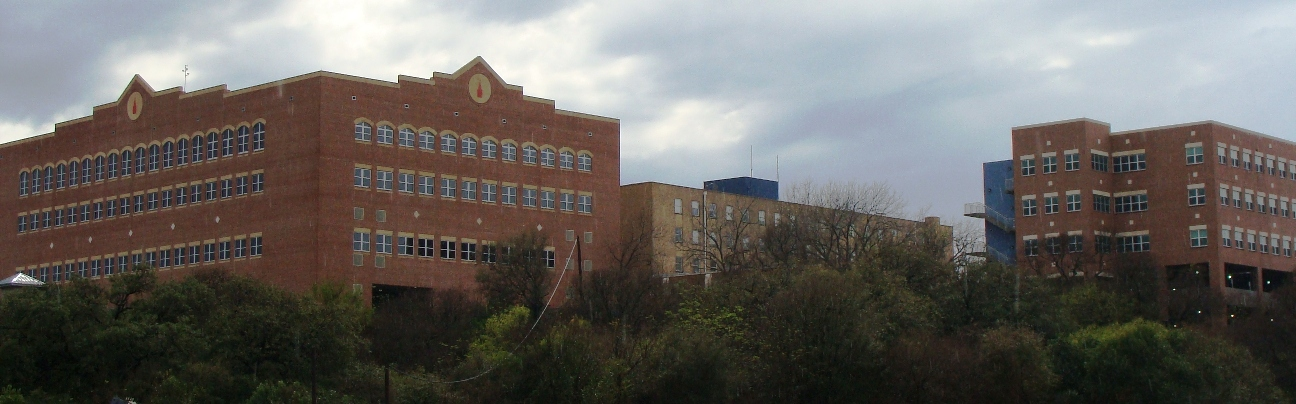
نمایی از چند تا از خوابگاه‌های دانشجویان دانشگاه

دانشگاه اینکارنت ورد (به انگلیسی: University of the Incarnate Word) یکی از دانشگاه‌های معتبر و خصوصی ایالت تگزاس در ایالات متحده آمریکا می‌باشد.
این دانشگاه که در سال ۱۸۸۱ تأسیس گشت تحت حمایت مالی سازمانهای مسیحی کاتولیک قرار دارد.
این دانشگاه که در شهر سن آنتونیو قرار دارد در دو کشور مکزیک و چین نیز شعبه دارد.